# Agios Konstantinos (Zypern)
Agios Konstantinos (griechisch Άγιος Κωνσταντίνος) ist eine Gemeinde im Bezirk Limassol in Zypern. Bei der Volkszählung im Jahr 2021 hatte sie 171 Einwohner.

## Name
Der Name des Dorfes, Agios Konstantinos, existiert seit den byzantinischen Jahren. In alten Quellen findet man es auch geschrieben als Haios Constantinos, San Constantin und San Constantinos.

## Lage und Umgebung

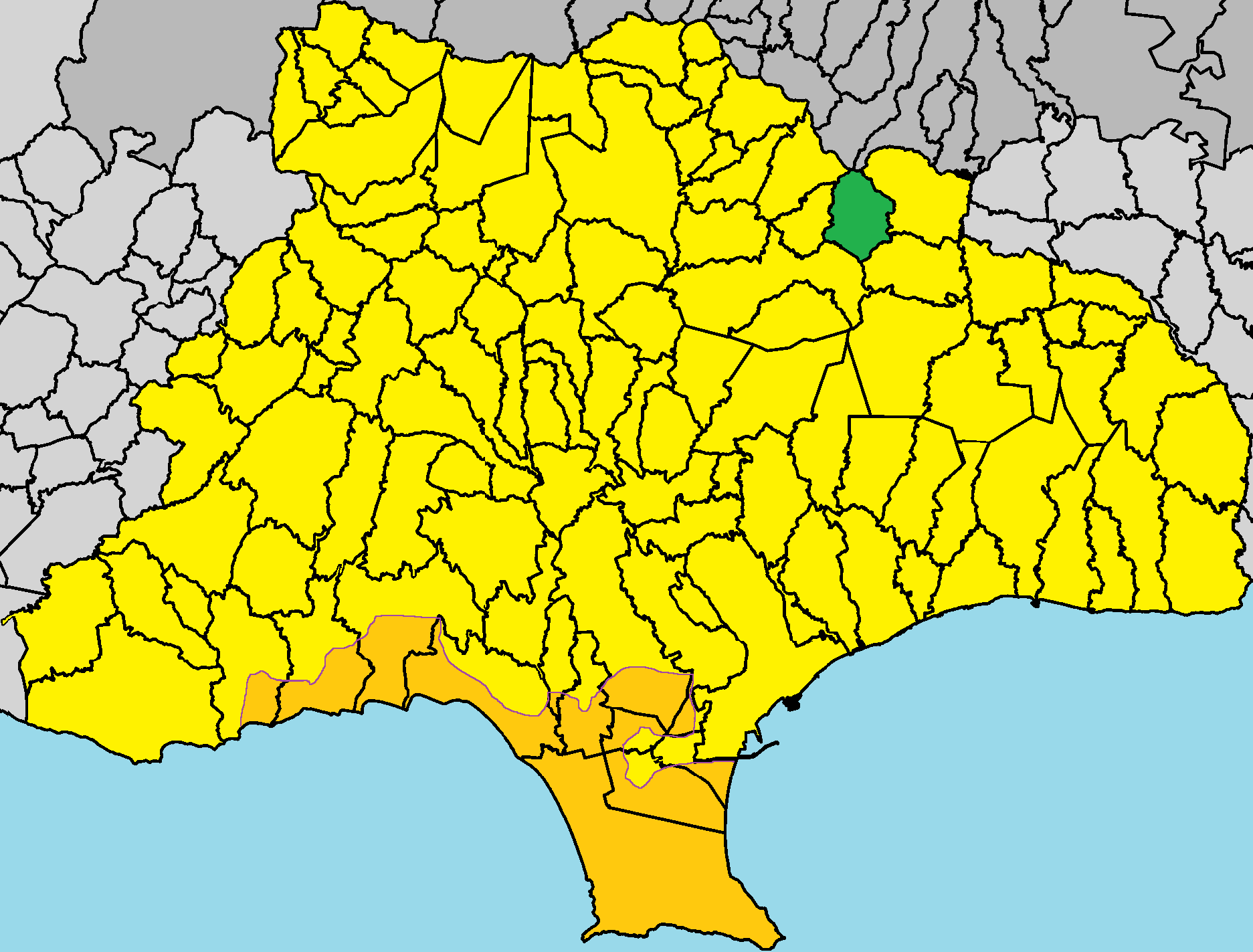
Lage im Bezirk Limassol

Agios Konstantinos liegt in der Mitte der Insel Zypern auf 780 Metern Höhe, etwa 41 km südwestlich der Hauptstadt Nikosia, 18 km nördlich von Limassol und 50 km westlich von Larnaka.
Der Ort befindet sich etwa 18 km vom Mittelmeer entfernt im Inselinneren im Troodos-Gebirge. Das Dorf liegt an einem Berghang an einem kleinen Tal im Gebirge. Es ist nur von Südwesten über eine asphaltierte Straße zu erreichen, welche kurz östlich des Orts endet. Vor allem im Norden und Osten erstreckt sich unkultivierte und bewaldete Landschaft.
Orte in der Umgebung sind die beiden Dörfer Palechori Orinis und Palechori Morphou im Norden, Sykopetra im Osten, Arakapas im Südosten, Agios Pavlos und dahinter Kalo Chorio im Südwesten sowie Agios Theodoros im Nordwesten.

## Geschichte
Das Gebiet, in dem sich das Dorf befindet, ist seit der Antike bewohnt. Siedlungen wurden weiter nördlich des Dorfes gebaut, deren Überreste gefunden wurden. Agios Konstantinos wurde während der byzantinischen Jahre entwickelt. Gegen arabische Überfälle wurden die Bewohner der ersten Siedlungen aus Sicherheitsgründen näher an den heutigen Standort des Dorfes gebracht. Später wurde das Dorf ein Lehen, das von dem Templerorden verwaltet wurde. Dann wurde es zusammen mit 46 anderen Dörfern dem Johanniterorden übergeben.
Während der osmanischen Zeit nahm die Bevölkerung des Dorfes aufgrund schwerer Katastrophen ab, die ganz Zypern betrafen (Plünderungen, Massaker). Die Bevölkerung des Dorfes stieg während der Zeit der britischen Zeit aufgrund des Baus verschiedener Bewässerungsprojekte, wie Wassertanks und neuer Häuser.

### Bevölkerungsentwicklung
Die folgende Tabelle zeigt die Bevölkerung des Dorfes, wie sie in den in Zypern durchgeführten Volkszählungen erfasst wurde.
| Jahr      | 1881 | 1891 | 1901 | 1911 | 1921 | 1931 | 1946 | 1960 | 1976 | 1982 | 1992 | 2001 | 2011 | 2021 |
| Einwohner | 80   | 116  | 113  | 113  | 150  | 155  | 208  | 250  | 245  | 225  | 191  | 164  | 137  | 171  |